# Бокшин
Бо́кшин — село у складі Великомежиріцької сільської громади Рівненського району Рівненської області; населення – 99 осіб.

## Походження назви
Від давньослов'янського прізвиська Бокша, яке, у свою чергу, означає корову з білою плямою на боці.

## Історія
- 1577 — перша письмова згадка про село, як про власність Романа Гойського[2].
- 1650 — власність Казимира Нарушевича[3].
- 1651 — у селі налічувалося 10 будинків[3].
- 1675 — власність пінського маршалка князя Кароля Дольського[3].
- 1897 — 18 будинків, 207 мешканців[3].
- У 1906 році село Межиріцької волості Рівненського повіту Волинської губернії. Відстань від повітового міста 49 верст, від волості 5. Дворів 39, мешканців 211[4].

## Населення

### Мова
Розподіл населення за рідною мовою за даними перепису 2001 року:
| Мова       | Кількість | Відсоток |
| ---------- | --------- | -------- |
| українська | 99        | 100%     |

## Архітектура
- Церква Св. Параскеви П'ятниці.

## Автошляхи
- М06 (4 км на південь від села).
- Т 1812 (3 км на північний захід від села).